# 魯比日內 (洛佐瓦區)
魯比日內（烏克蘭語：Рубіжне）是位於烏克蘭東部的村莊，由哈爾科夫州洛佐瓦區的洛佐瓦市鎮負責管轄。該村距離利維濟涅和格爾謝瓦尼夫卡3公里，始建於1917年，面積0.56平方公里，海拔高度158米，2001年人口171。